# Elbasan (écriture)
Pour la municipalité d'Albanie, voir Elbasan.
L’elbasan est un alphabet de 40 lettres (écrites de gauche à droite) qui a été utilisé pour l’écriture de l’albanais au milieu du XVIIIe siècle. Il a été inventé pour une traduction manuscrite en albanais des évangiles, l'Anonyme d'Elbasan. Aucun autre document écrit avec cet alphabet n'est connu.

## Codification
L'écriture est codée Elba ou 228 dans la norme ISO 15924.
Un bloc de caractères a été alloué pour son alphabet dans le plan multilingue supplémentaire en U+10500-U+1052F.
| en fr   | 0 | 1 | 2 | 3 | 4 | 5 | 6 | 7 | 8 | 9 | A | B | C | D | E | F |
| ------- | - | - | - | - | - | - | - | - | - | - | - | - | - | - | - | - |
| U+10500 | 𐔀 | 𐔁 | 𐔂 | 𐔃 | 𐔄 | 𐔅 | 𐔆 | 𐔇 | 𐔈 | 𐔉 | 𐔊 | 𐔋 | 𐔌 | 𐔍 | 𐔎 | 𐔏 |
| U+10510 | 𐔐 | 𐔑 | 𐔒 | 𐔓 | 𐔔 | 𐔕 | 𐔖 | 𐔗 | 𐔘 | 𐔙 | 𐔚 | 𐔛 | 𐔜 | 𐔝 | 𐔞 | 𐔟 |
| U+10520 | 𐔠 | 𐔡 | 𐔢 | 𐔣 | 𐔤 | 𐔥 | 𐔦 | 𐔧 |   |   |   |   |   |   |   |   |